# Pepita Ferrer Lucas
Pepita Ferrer Lucas (Barcellona, 7 maggio 1938 – Barcellona, 15 gennaio 1993) è stata una scacchista spagnola.
Ha partecipato a sette olimpiadi nella nazionale spagnola ed ha conquistato la medaglia di bronzo nella VII olimpiade (Haifa, 1976). Ha guadagnato il titolo di Maestro Internazionale al Torneo Internazionale di Cala Galdana del 1974. Ha conquistato otto medaglie d'oro al Campionato spagnolo di scacchi (1961, 1963, 1969, 1971, 1972, 1973, 1974, 1976), e due medaglie d'argento (1957, 1959), risultando la scacchista spagnola che ha vinto più volte il campionato nazionale.